# Strange Visitor
Strange Visitor è un personaggio dei fumetti, apparso per la prima volta in Superman (seconda serie) n. 149 (ottobre 1999). Vestita di una vecchia tuta di contenimento di Superman, successivamente si scoprì essere l'entità cosmica chiamata Kismet, unita al corpo della terrestre Sharon Vance.

## Biografia del personaggio
Dopo essere stata colpita da un fulmine, Sharon Vance (una vecchia amica di Clark Kent, ai tempi di Smallville) divenne l'entità chiamata Strange Visitor, un essere di pura energia elettromagnetica. Portata nei laboratori del professor Emil Hamilton, egli la vestì con una delle vecchie tute di contenimento energetico di Superman. La tuta le permetteva di non far dissolvere la sua energia e di mantenere una forma solida. La crescita esponenziale della sua energia, portò Strange Visitor a non controllare più i propri poteri; solo dopo una lunga battaglia con il Parassita, i livelli energetici tornarono normali, permettendole un maggior controllo. Quando la Terra venne attaccata da Imperiex, Strange Visitor si sacrificò per donare i suoi poteri a Superman, e permettergli di salvare l'intero universo.

## Poteri e abilità
Strange Visitor è collegata al campo geomagnetico terrestre e ha la capacità di manipolare le energie elettromagnetiche. Può generare colpi e campi energetici, manipolare e muovere oggetti di metallo. Inoltre possiede capacità telepatiche ed empatiche e può controllare la densità del proprio corpo fino a rendersi intangibile, in grado di passare attraverso oggetti solidi.